# Нанквам-Заграли
Нанквам-Заграли (груз. ნანყვამ-ზაგრალი) — село в Грузии, на территории Местийского муниципалитета края (мхаре) Самегрело-Верхняя Сванетия.

## География
Село находится в северо-западной части Грузии, к северу от реки Ингури, на расстоянии приблизительно 8 километров (по прямой) к юго-западу от посёлка городского типа Местиа, административного центра муниципалитета. Абсолютная высота — 1563 метра над уровнем моря.

## Население
По результатам официальной переписи населения 2014 года в Нанквам-Заграли проживало 16 человек (9 мужчин и 7 женщин). В национальной структуре населения грузины составляли 100 %.
| Год  | Население, человек |
| ---- | ------------------ |
| 2002 | 55                 |
| 2014 | ↘ 16               |